# 殖民地 (電視劇)
《殖民地》（英語：Colony）是一部美國科幻電視連續劇，由喬許·霍洛威和莎拉·维恩·考丽丝主演。2016年1月14日在USA電視台首播，2016年2月4日宣布第二季於2017年推出。2017年4月，續訂第三季，於2018年5月2日播放。2018年7月21日，USA電視台宣布在第三季後取消本劇。

## 簡介
描述2015年洛杉磯被神秘的「外部勢力」佔領，一部分美國人被迫與其合作並從這種新秩序中獲益，另一部分美國人則掀起反抗運動但是他們必須為「革命」付出高昂的代價。

## 演員和角色

### 主要
- 喬許·霍洛威 飾 威爾·鮑曼（Will Bowman）
- 莎拉·维恩·考丽丝 飾 凱蒂·鮑曼（Katie Bowman）
- 彼得·雅各布森 飾 艾倫·斯奈德（Alan Snyder）
- 艾曼達·瑞傑蒂（英语：Amanda Righetti） 飾 馬德琳“麥迪”科內爾（Madeline "Maddie" Kenner）（第1–2季）
- 多利·奇托 飾 艾瑞克·布魯薩爾（Eric Broussard）
- 阿萊克斯·紐斯塔特 飾 布拉姆·鮑曼（Bram Bowman）
- Isabella Cramp（英语：Isabella Cramp） 飾 Grace Kathryn "Gracie" Bowman
- Jacob Buster 飾 Charlie Bowman（第1季客串；第2–3季）

### 其他角色
- 基姆·羅德斯（英语：Kim Rhodes） 飾 瑞秋（Rachel）（第1季）
- 保罗·加法叶 飾 亞歷山大（Alexander Quayle）（第1季）
- Cooper J. Friedman 飾 Hudson（第1–2季）
- 卡爾·韋瑟斯 飾 Bolton "Beau" Miller（第1季）
- 艾莉·渥克（英语：Ally Walker） 飾 海倫娜·古德溫（Helena Goldwyn）
- 凱西·柏克（英语：Kathy Baker） 飾 菲利斯（Phyllis）（第1季）
- 凱斯琳·蘿絲·柏金斯（英语：Kathleen Rose Perkins） 飾 珍妮弗·麥馬漢（Jennifer McMahon）（第1–2季）
- Gonzalo Menendez 飾 拉加爾薩隊長（Captain Lagarza）（第1季）
- 艾琳·韋（英语：Erin Way） 飾 林賽（Lindsey）（第1–2季）
- 凱瑟琳·莫里斯 飾 夏洛特·伯吉斯（Charlotte Burgess）（第1季）
- 安得廉·培斯特（英语：Adrian Pasdar） 飾 諾蘭·伯吉斯（Nolan Burgess）（第1–2季）

## 外部連結
- 官方网站
- 互联网电影数据库（IMDb）上《Colony》的资料（英文）
- 在Netflix上觀看《殖民地》